# Peter Doig (Politiker)
Peter Doig (* 27. Oktober 1911 in Lochgelly, Fife; † 31. Oktober 1996 in Wormit, Fife) war ein schottischer Politiker der Labour Party.

## Leben
Peter Doig wurde 1911 in Lochgelly als einer von vier Söhnen eines Bergmanns geboren. Er besuchte die Blackness School, die er im Alter von 14 Jahren verließ. Zunächst arbeitete er in Bäckereien, danach als Lastwagenfahrer. Während des Zweiten Weltkriegs meldete sich Doig als Freiwilliger bei der RAF und wurde in einer Transporteinheit zunächst in Norwegen, dann in Südostasien eingesetzt. An beiden Standorten verlor er beinahe sein Leben und konnte sich nur glücklich retten. Nach Kriegsende war Doig wieder in Dundeer Bäckereien tätig. Er war Mitglied der Transport and General Workers’ Union.

## Politischer Werdegang
1930 trat Doig der Labour Party bei. 1953 wurde er für die Partei in den Stadtrat von Dundee gewählt. Bald hielt er das Amt des Stadtkämmerers. Bei den Unterhauswahlen 1959 trat Doig erstmals zu Wahlen auf nationaler Ebene an. Er bewarb sich um das Mandat des Wahlkreises Aberdeen South, konnte sich jedoch nicht gegen die amtierende Unionistin Priscilla Buchan durchsetzen.
Nachdem John Strachey, welcher den Wahlkreis Dundee West seit dessen Einführung im Jahre 1950 im House of Commons vertreten hatte, 1963 verstarb, wurden in dem Wahlkreis Nachwahlen erforderlich. Zu diesen stellte die Labour Party Doig als Nachfolger Stracheys auf. Doig gewann die Wahlen mit einem Stimmenanteil von 50,4 % und er zog in der Folge erstmals in das britische Unterhaus ein. Bei den folgenden regulären Wahlen 1964 verteidigte er sein Mandat ebenso wie bei den Wahlen 1966, 1970 sowie im Februar und Oktober 1974. Zu den Unterhauswahlen 1979 trat Doig nicht mehr an. Das Mandat hielt sein Parteikollege Ernie Ross.
Insgesamt sind 608 Wortbeiträge Doigs im Parlament verzeichnet.